# Moussa Konaté
Pape Moussa Konaté (M'bour, 3 april 1993) is een Senegalees voetballer die doorgaans speelt als aanvaller. In oktober 2023 tekende hij voor Bourges Foot 18. Konaté maakte in 2012 zijn debuut in het Senegalees voetbalelftal.

## Carrière
Konaté speelde tussen 2005 en 2011 in eigen land voor Touré Kounda, waarvan één seizoen in het eerste elftal. In 2011 vertrok de aanvaller naar Israël, waar hij een stage had bij Maccabi Tel Aviv. Hij overtuigde de leiding van die club en hij kreeg een contract voor twee seizoenen aangeboden. Nadat hij vijf doelpunten had gemaakt op de Olympische Spelen in 2012, trok het Russische FK Krasnodar hem aan. Na één seizoen Krasnodar werd Konaté een jaar verhuurd aan Genoa. In 2014 nam FC Sion de Senegalees over. Gedurende drie seizoenen kwam de aanvaller uit voor de Zwitserse club, waarna hij aangetrokken werd door Amiens. Bij de Franse club zette hij zijn handtekening onder een verbintenis voor de duur van vier seizoenen. Dijon kocht de aanvaller in oktober 2020 voor een bedrag van circa tweeënhalf miljoen euro. Na een jaar werd Konaté verhuurd aan Espérance Tunis. In de winterstop keerde de aanvaller terug bij Dijon, wat hem direct doorverhuurde aan Sivasspor. Na deze verhuurperiode kwam hij een half seizoen niet aan spelen toe, voor Dinamo Batoemi hem transfervrij overnam. Later dat jaar keerde hij bij Bourges Foot 18 terug in Frankrijk.

## Clubstatistieken
| Seizoen | Club              | Competitie    | Competitie | Competitie | Beker | Beker | Internationaal | Internationaal | Totaal | Totaal |
| Seizoen | Club              | Competitie    | Wed.       | Dlp.       | Wed.  | Dlp.  | Wed.           | Dlp.           | Wed.   | Dlp.   |
| ------- | ----------------- | ------------- | ---------- | ---------- | ----- | ----- | -------------- | -------------- | ------ | ------ |
| 2011/12 | Maccabi Tel Aviv  | Ligat Ha'Al   | 29         | 5          | 0     | 0     | 9              | 2              | 38     | 7      |
| 2012/13 | FK Krasnodar      | Premjer-Liga  | 10         | 1          | 1     | 0     | —              | —              | 11     | 1      |
| 2013/14 | → Genoa           | Serie A       | 25         | 1          | 1     | 0     | —              | —              | 26     | 1      |
| 2014/15 | FK Krasnodar      | Premjer-Liga  | 0          | 0          | 0     | 0     | 1              | 2              | 1      | 2      |
| 2014/15 | FC Sion           | Super League  | 27         | 16         | 5     | 4     | —              | —              | 32     | 20     |
| 2015/16 | FC Sion           | Super League  | 29         | 10         | 3     | 1     | 7              | 3              | 39     | 14     |
| 2016/17 | FC Sion           | Super League  | 33         | 8          | 6     | 6     | —              | —              | 39     | 14     |
| 2017/18 | FC Sion           | Super League  | 4          | 1          | 0     | 0     | 2              | 1              | 6      | 2      |
| 2017/18 | Amiens            | Ligue 1       | 33         | 13         | 2     | 1     | —              | —              | 35     | 14     |
| 2018/19 | Amiens            | Ligue 1       | 27         | 7          | 1     | 0     | —              | —              | 28     | 7      |
| 2019/20 | Amiens            | Ligue 1       | 12         | 2          | 2     | 0     | —              | —              | 14     | 2      |
| 2020/21 | Amiens            | Ligue 2       | 4          | 0          | 0     | 0     | —              | —              | 4      | 0      |
| 2020/21 | Dijon             | Ligue 1       | 27         | 5          | 1     | 0     | —              | —              | 28     | 5      |
| 2021/22 | → Espérance Tunis | Ligue Pro 1   | 5          | 1          | 0     | 0     | 0              | 0              | 5      | 1      |
| 2021/22 | → Sivasspor       | Süper Lig     | 12         | 0          | 1     | 0     | —              | —              | 13     | 0      |
| 2022/23 | Dijon             | Ligue 1       | 0          | 0          | 0     | 0     | —              | —              | 0      | 0      |
| 2023    | Dinamo Batoemi    | Erovnuli Liga | 13         | 2          | 0     | 0     | —              | —              | 13     | 2      |
| 2023/24 | Bourges Foot 18   | National 2    | 16         | 5          | 0     | 0     | —              | —              | 16     | 5      |
| 2024/25 | Bourges Foot 18   | National 2    | 14         | 2          | 0     | 0     | —              | —              | 14     | 2      |
| Totaal  | Totaal            | Totaal        | 320        | 79         | 22    | 10    | 19             | 8              | 361    | 97     |

Bijgewerkt op 17 april 2025.

## Interlandcarrière
Konaté vertegenwoordigde zijn vaderland bij het WK 2018 in Rusland, waar Senegal was ingedeeld in groep H, samen met Polen, Colombia en Japan. Na een 2–1 zege op Polen speelde de West-Afrikaanse ploeg met 2–2 gelijk tegen Japan, waarna in de slotwedstrijd met 1–0 verloren werd van groepswinnaar Colombia. De selectie van bondscoach Aliou Cissé eindigde in punten en doelpunten exact gelijk met nummer twee Japan, maar moest desondanks toch naar huis: Senegal werd het eerste land dat op basis van de Fair Play-regels werd uitgeschakeld, omdat de ploeg iets meer gele kaarten kreeg dan Japan. Konaté speelde in alle drie de wedstrijden mee.

## Erelijst
| Schweizer Cup | 1 | 2014/15 |